# Austrogomphus risi
Austrogomphus risi är en trollsländeart som beskrevs av Martin 1901. Austrogomphus risi ingår i släktet Austrogomphus och familjen flodtrollsländor. Inga underarter finns listade i Catalogue of Life.